# Rainer Bendel
Rainer Peter Bendel  (* 1964 in Hawangen) ist ein deutscher katholischer Theologe, Kirchenhistoriker, Hochschullehrer und Sachbuchautor.

## Leben
Die Mutter stammte aus dem mittleren Böhmerwald, der Vater aus Nordböhmen. Von 1984 bis 1991 studierte er katholische Theologie und Geschichte an der Ludwig-Maximilians-Universität München (LMU) sowie eine Zeit lang katholische Theologie und Kunstgeschichte an der Päpstlichen Universität Gregoriana und anderen Päpstlichen Akademien in Rom.
Das theologische Studium schloss er bereits im Jahr 1991 an der LMU mit dem Lizentiat sowie der Lizentiatsarbeit über das Kirchenbild von Joseph Bernhart ab. Die geschichtlichen Fächer schloss er 1994 an der LMU mit der Promotion zum Doktor ab. Schwerpunkt war dabei die Geschichte Ostmittel- und Südosteuropas. Schwerpunkt der Dissertation war die katholische Aufklärung in Schlesien.
Studienbegleitend bot er kunsthistorische Führungen in Rom, Umbrien und der Toskana an und war freier Mitarbeiter beim Bayerischen Rundfunk mit geistesgeschichtlich interessanten Persönlichkeiten und Texten.
Nach der Promotion war er als wissenschaftlicher Assistent an der Eberhard Karls Universität Tübingen bei Joachim Köhler am Lehrstuhl für Kirchengeschichte des Mittelalters und der Neuzeit tätig. Dort hat er sich im Jahr 2001 habilitiert. Mit der Habilitationsschrift setzte er sich mit der kirchlichen Integration der Vertriebenen in der Bundesrepublik in der Nachkriegszeit auseinander.
Es folgten weitere Studien zu regionalen Schwerpunkten der Vertriebenenintegration in Bayern, im Südwesten Deutschlands sowie zur Geschichte der Herkunftsregionen der Vertriebenen, zur Geschichte Königsteins als einem Zentrum der Vertriebenen- und Aussiedlerseelsorge und zu Maximilian Kaller als Vertriebenenbischof aus dem Ermland. Rainer Bendel ist Mitglied der historischen Kommission zur Vorbereitung der Seligsprechung von Maximilian Kaller.
Als Vorstandsmitglied des Instituts für Kirchen- und Kulturgeschichte der Deutschen in Ostmittel- und Südosteuropa e.V. (IKKDOS) (früher: Institut für ostdeutsche Kirchen- und Kulturgeschichte) führte er eine Vielzahl von Tagungen zur Kirchengeschichte der Herkunftsregionen der Vertriebenen durch. Er wirkt als Herausgeber für das Jahrbuch für Kirchen- und Kulturgeschichte der Deutschen in Ostmittel- und Südosteuropa (bis 2019: Archiv für schlesische Kirchengeschichte) sowie drei Publikationsreihen zur Religionsgeschichte Ostmittel- und Südosteuropas mit. Am 15. April 2014 wurde er zum Geschäftsführer der Arbeitsgemeinschaft Katholischer Vertriebenenorganisationen (AKVO) in Stuttgart bestellt. Seit 2016 lehrt er als außerplanmäßiger Professor in Tübingen.

## Schriften (Auswahl)
- Das Kirchenbild Joseph Bernharts (= Studien zur Theologie und Geschichte, Bd. 10). (zugl. Lizentiatsarbeit, Univ. München, 1991).  EOS-Verlag, St. Ottilien 1993, ISBN 978-3-88096-910-0.
- Der Seelsorger im Dienst der Volkserziehung. Seelsorge im Bistum Breslau im Zeichen der Aufklärung (= Forschungen und Quellen zur Kirchen- und Kulturgeschichte Ostdeutschlands, Bd. 27). (zugl. Dissertation, Univ. München, 1994),  Böhlau, Köln 1996, ISBN 978-3-412-06195-1.
- Aufbruch aus dem Glauben? Katholische Heimatvertriebene in den gesellschaftlichen Transformationen der Nachkriegsjahre 1945–1965 (= Forschungen und Quellen zur Kirchen- und Kulturgeschichte Ostdeutschlands, Bd. 34). (zugl. Habilitationsschrift, Univ. Tübingen, 2001), Böhlau, Köln 2003, ISBN 978-3-412-16902-2.
- Vertriebene – Katholische Kirche – Gesellschaft in Bayern 1945 bis 1975. Iudicium, München 2009, ISBN 978-3-89129-534-2.
- mit Carsten Eichenberger (Red.), Hans Voller: Wie Fremde zur Heimat wurde. Aspekte der Integration – aus dem Leben bekannter Persönlichkeiten. Haus der Heimat, Stuttgart 2010, ISBN 978-3-00-031666-1.
- Katholisch-Theologische Fakultät Breslau. In: Dominik Burkard, Wolfgang Weiß (Hrsg.): Katholische Theologie im Nationalsozialismus. Band 1/2: Institutionen und Strukturen. Würzburg 2011, S. 9–23.
- Hochschule und Priesterseminar Königstein. Ein Beitrag zur Vertriebenenseelsorge der katholischen Kirche. Böhlau, Köln 2014, ISBN 978-3-412-21083-0.
- mit Hans-Jürgen Karp: Bischof Maximilian Kaller (1880–1947). Aschendorff, Münster 2017, ISBN 978-3-402-13260-9.

als Herausgeber
- Kirche der Sünder – sündige Kirche? Beispiele für den Umgang mit Schuld nach 1945 (= Beiträge zu Theologie, Kirche und Gesellschaft im 20. Jahrhundert, Bd. 1). Lit, Münster 2002, ISBN 978-3-8258-5010-4.
- Stephan M. Janker: Vertriebene Katholiken – Impulse für Umbrüche in Kirche und Gesellschaft? (= Beiträge zu Theologie, Kirche und Gesellschaft im 20. Jahrhundert, Bd. 5). Lit, Münster 2005, ISBN 978-3-8258-5959-6.
- Vertriebene finden Heimat in der Kirche. Integrationsprozesse im geteilten Deutschland nach 1945 (= Forschungen und Quellen zur Kirchen- und Kulturgeschichte Ostdeutschlands, Bd. 38). Böhlau, Köln 2008, ISBN 978-3-412-20142-5.
- Kirchen als Integrationsfaktor für die Migranten im Südosten der Habsburgermonarchie im 18. Jahrhundert (= Kirche und Gesellschaft im Karpaten-Donauraum, Bd. 1). Lit, Münster 2010, ISBN 978-3-643-10045-0.
- Die zweite Hälfte der Heimat. Brücken bauen im Südwesten und in Europa. Ein Gespräch mit Monika Taubitz und Erzbischof Robert Zollitsch. Aschendorff, Münster 2012, ISBN 978-3-402-12975-3.
- Kirche und Gruppenbildungsprozesse deutscher Minderheiten in Ostmittel- und Südosteuropa 1918–1933 (= Kirche und Gesellschaft im Karpaten-Donauraum, Bd. 3). Lit, Münster 2015, ISBN 978-3-643-11806-6.
- mit Norbert Spannenberger (Hrsg.): Katholische Aufklärung und Josephinismus. Rezeptionsformen in Ostmittel- und Südosteuropa (= Forschungen und Quellen zur Kirchen- und Kulturgeschichte Ostdeutschlands, Bd. 48). Böhlau, Köln 2015, ISBN 978-3-412-22270-3.
- Joachim Köhler, Franz Machilek: Gewissen und Reform. Das Konstanzer Konzil und Jan Hus in ihrer aktuellen Bedeutung (= Vertriebene – Integration – Verständigung, Bd. 2). Lit, Münster 2015, ISBN 978-3-643-13079-2.
- mit Josef Nolte (Hrsg.): Region – Religion – Identität. Schlesische Prägungen. Lit, Münster 2017, ISBN 978-3-643-13126-3.